# سو وين (سياسي)
سو وين هو ضابط وسياسي ميانماري، ولد في 10 مايو 1947 في تاونغيي في ميانمار، وتوفي في 12 أكتوبر 2007 في يانغون في ميانمار بسبب ابيضاض الدم. نشط حزبياً في State Peace and Development Council ‏.